# Dan Bricklin
Dan Bricklin, nome completo Daniel Singer Bricklin (Filadelfia, 16 luglio 1951), è un informatico e imprenditore statunitense, inventore di Visicalc, il primo foglio di calcolo elettronico, e direttore del progetto che ha portato alla creazione del primo elaboratore di testi autonomo.

## Biografia
Bricklin frequentò la Akiba Hebrew Academy, si laureò presso il Massachusetts Institute of Technology (MIT) in scienze informatiche elettrotecniche ed ingegneristiche nel 1973. Al MIT lavorò al Laboratory for Computer Science, sviluppando programmi interattivi. In quel periodo, incontrò Bob Frankston.
Dopo il MIT, lavorò alla Digital Equipment Corporation (DEC), dove fu coinvolto nello sviluppo di sistemi di input a tastiera, fu capo progetto del software di videoscrittura WPS-8, aiutando a sviluppare uno dei primi sistemi di videoscrittura stand-alone del mondo.
Nel 1976, lasciò la DEC per lavorare alla FasFax Corporation, una piccola fabbrica di registratori di cassa basati su microprocessori.
Nel 1977, ad Harvard, iniziò a frequentare un M.B.A. (Master of Business Administration), titolo che conseguì nel 1979.
In questo periodo, concepì l'idea del foglio elettronico, unendosi al suo amico Bob Frankston: insieme fondarono la Software Arts Inc., nel 1979 di cui Brickiln fu presidente dal 1979 al 1985. Il loro prodotto, VisiCalc è considerato il principale catalizzatore del rapido sviluppo e della crescita dell'industria del personal computer.
Nel 1985, Bricklin lasciò la Software Arts e fondò la Software Garden, di cui fu presidente fino al 1990.
Nel 1990, fondò la Slate Corporation, una compagnia di sviluppo di software, con l'obiettivo di produrre programmi per palmari, lasciando Software Garden. La società chiuse dopo 4 anni nel 1994 e Bricklin ritornò alla Software Garden.
Nel 1995 fondò una nuova compagnia, la Trellix Corporation, che poi diventò il traino della tecnologia di web publishing e una dei più quotati provider di spazio web per siti privati o per piccole aziende. I suoi prodotti sono stati utilizzati e venduti in decine di milioni di copie.
All'inizio del 2003, Trellix fu acquistata dalla Interland, Inc., un'azienda di soluzioni di web hosting per aziende piccole e medie. Dan Bricklin è stato Chief Technology Officer della Interland.
All'inizio del 2004, Bricklin è ritornato alla Software Garden, di cui è presidente.